# Puchar Konfederacji w piłce nożnej 2001
Pucharu Konfederacji 2001 odbył się w dniach 30 maja – 10 czerwca po raz pierwszy w dwóch państwach Japonii i Korei Południowej. Turniej był próbą generalną przed odbywającymi się w tych krajach w 2002 roku Mistrzostwami Świata.

## Uczestnicy
- Korea Południowa – gospodarz
- Japonia – gospodarz, Mistrz Azji (zwycięzca Pucharu Azji 2000)
- Francja – Mistrz Świata 1998 oraz Mistrz Europy (zwycięzca Euro 2000)
- Kamerun – Mistrz Afryki (zwycięzca Pucharu Narodów Afryki 2000)
- Kanada – Mistrz Ameryki Północnej (zwycięzca Złotego Pucharu CONCACAF 2000)
- Australia – Mistrz Oceanii (zwycięzca Pucharu Narodów Oceanii 2000)
- Brazylia – Mistrz Ameryki Południowej (zwycięzca Copa América 1999)
- Meksyk – zwycięzca poprzedniego Pucharu Konfederacji

## Stadiony
| Korea Południowa                            | Korea Południowa                            | Korea Południowa                                | Japonia                                         | Japonia                                         | Japonia                                         |
| Ulsan                                       | Suwon                                       | Daegu                                           | Jokohama                                        | Ibaraki                                         | Niigata                                         |
| Stadion Ulsan Munsu                         | Suwon World Cup Stadium                     | Stadion Daegu                                   | Stadion Nissan                                  | Stadion Kashima                                 | Stadion Big Swan                                |
| Pojemność: 44 466                           | Pojemność: 43 288                           | Pojemność: 65 754                               | Pojemność: 72 327                               | Pojemność: 40 728                               | Pojemność: 42 300                               |
| 35°32′07″N 129°15′34″E/35,535278 129,259444 | 37°17′10″N 127°02′12″E/37,286111 127,036667 | 35°49′47,2″N 128°41′25,1″E/35,829778 128,690306 | 35°30′36,2″N 139°36′22,5″E/35,510056 139,606250 | 35°59′30,3″N 140°38′25,9″E/35,991750 140,640528 | 37°52′57,4″N 139°03′33,0″E/37,882611 139,059167 |
| 2 mecze fazy grupowej, mecz o 3. miejsce    | 2 mecze fazy grupowej, półfinał             | 2 mecze fazy grupowej                           | półfinał, finał                                 | 3 mecze fazy grupowej                           | 3 mecze fazy grupowej                           |
|                                             |                                             |                                                 |                                                 |                                                 |                                                 |

## Sędziowie główni
| - Gamal Al-Ghandour - Felix Tangawarima - Ali Bujsaim - Lu Jun - Hugh Dallas - Hellmut Krug | - Kim Milton Nielsen - Benito Archundia - Carlos Batres - Simon Micallef - Byron Moreno - Óscar Ruiz |

## Terminarz turnieju
Legenda do tabelek:
- Pkt – liczba punktów
- M – liczba meczów
- W – wygrane
- R – remisy
- P – porażki
- Br+ – bramki zdobyte
- Br− – bramki stracone
- +/− – różnica bramek

Dwie pierwsze drużyny z każdej grupy awansowały do dalszych gier.

### Grupa A
| Zespół           | Pkt | M | W | R | P | Br+ | Br- | +/− |
| Francja          | 6   | 3 | 2 | 0 | 1 | 9   | 1   | +8  |
| Australia        | 6   | 3 | 2 | 0 | 1 | 3   | 1   | +2  |
| Korea Południowa | 6   | 3 | 2 | 0 | 1 | 3   | 6   | -3  |
| Meksyk           | 0   | 3 | 0 | 0 | 3 | 1   | 8   | -7  |

| 30 maja 2001 17:00 UTC + 9 | Francja · Steve Marlet 9' · Patrick Vieira 19' · Nicolas Anelka 34' · Youri Djorkaeff 80' · Sylvain Wiltord 92' | 5:03:0Raport | Korea Południowa | Daegu World Cup Stadium, Daegu Widzów: 61 500 Sędzia: Gamal Al-Ghandour |
|                            | |              |                  |                                                                         |

| 30 maja 2001 19:30 UTC + 9 | Meksyk | 0:20:1Raport | Australia · Shaun Murphy 20' · Josip Skoko 54' | Suwon World Cup Stadium, Suwon Widzów: 6232 Sędzia: Felix Tangawarima |
|                            |        |              |                                                |                                                                       |

| 1 czerwca 2001 17:00 UTC + 9 | Australia · Clayton Zane 60' | 1:00:0Raport | Francja | Daegu World Cup Stadium, Daegu Widzów: 44 400 Sędzia: Carlos Batres |
|                              |                              |              |         |                                                                     |

| 1 czerwca 2001 19:30 UTC + 9 | Korea Południowa · Hwang Sun-hong 56' · Yoo Sang-chul 90' | 2:10:0Raport | Meksyk · Víctor Ruiz 81' | Munsu Cup Stadium, Ulsan Widzów: 41 550 Sędzia: Hugh Dallas |
|                              |                                                           |              |                          |                                                             |

| 3 czerwca 2001 19:30 UTC + 9 | Francja · Sylvain Wiltord 9' · Éric Carrière 63', 84' · Robert Pirès 74' | 4:0(1:0)Raport | Meksyk | Munsu Cup Stadium, Ulsan Widzów: 28 864 Sędzia: Ali Bujsaim |
|                              |                                                                          |                |        |                                                             |

| 3 czerwca 2001 19:30 UTC + 9 | Korea Południowa · Hwang Sun-hong 24' | 1:0Raport | Australia | Suwon World Cup Stadium, Suwon Widzów: 42 754 Sędzia: Oscar Ruiz |
|                              |                                       |           |           |                                                                  |

### Grupa B
| Zespół   | Pkt | M | W | R | P | Br+ | Br- | +/− |
| Japonia  | 7   | 3 | 2 | 1 | 0 | 5   | 0   | +5  |
| Brazylia | 5   | 3 | 1 | 2 | 0 | 2   | 0   | +2  |
| Kamerun  | 3   | 3 | 1 | 0 | 2 | 2   | 4   | 0   |
| Kanada   | 1   | 3 | 0 | 1 | 2 | 0   | 5   | -5  |

| 31 maja 2001 17:00 UTC + 9 | Brazylia · Washington 53' · Miguel 57' | 2:00:0Raport | Kamerun | Stadion Kashima, Kashima Widzów: 10 519 Sędzia: Hellmut Krug |
|                            |                                        |              |         |                                                              |

| 31 maja 2009 19:30 UTC + 9 | Japonia · Shinji Ono 57' · Akinori Nishizawa 60' · Hiroaki Morishima 88' | 3:00:0Raport | Kanada | Niigata Stadium, Niigata Widzów: 39 006 Sędzia: Simon Micallef |
|                            |                                                                          |              |        |                                                                |

| 2 czerwca 2001 17:00 UTC + 9 | Kanada | 0:0Raport | Brazylia | Stadion Kashima, Kashima Widzów: 12 095 Sędzia: Lu Jun |
|                              |        |           |          |                                                        |

| 2 czerwca 2001 29:30 UTC + 9 | Kamerun | 0:20:1Raport | Japonia · Takayuki Suzuki 8', 65' | Niigata Stadium, Niigata Widzów: 39 430 Sędzia: Benito Archundia |
|                              |         |              |                                   |                                                                  |

| 4 czerwca 2001 19:30 UTC + 9 | Brazylia | 0:0Raport | Japonia | Stadion Kashima, Kashima Widzów: 37 740 Sędzia: Kim Milton Nielsen |
|                              |          |           |         |                                                                    |

| 4 czerwca 2001 19:30 UTC + 9 | Kamerun · Bernard Tchoutang 48' · Patrick M’Boma 83' | 2:00:0Raport | Kanada | Niigata Stadium, Niigata Widzów: 15 822 Sędzia: Byron Moreno |
|                              |                                                      |              |        |                                                              |

### Półfinały
| 7 czerwca 2001 17:00 UTC + 9 | Japonia · Hidetoshi Nakata 43' | 1:0Raport | Australia | Yokohama International Stadium, Jokohama Widzów: 48 699 Sędzia: Benito Archundia |
|                              |                                |           |           |                                                                                  |

| 7 czerwca 2001 20:00 UTC + 9 | Francja · Robert Pirès 7' · Marcel Desailly 54' | 2:11:1Raport | Brazylia · Ramon Menezes Hubner 30' | Suwon World Cup Stadium, Suwon Widzów: 34 527 Sędzia: Gamal Al-Ghandour |
|                              |                                                 |              |                                     |                                                                         |

### Mecz o 3. miejsce
| 9 czerwca 2001 19:00 UTC + 9 | Australia · Shaun Murphy 84' | 1:00:0Raport | Brazylia | Munsu Cup Stadium, Ulsan Widzów: 28 520 Sędzia: Hellmut Krug |
|                              |                              |              |          |                                                              |

### Finał
| 10 czerwca 2001 19:00 UTC + 9 | Japonia | 0:1Raport | Francja · Patrick Vieira 30' | Yokohama International Stadium, Jokohama Widzów: 65 533 Sędzia: Ali Bujsaim |
|                               |         |           |                              |                                                                             |

## Strzelcy
2 gole
- Shaun Murphy
- Éric Carrière
- Robert Pirès
- Patrick Vieira
- Sylvain Wiltord
- Takayuki Suzuki
- Hwang Sun-hong

1 gol
- Josip Skoko
- Clayton Zane
- Ramon Menezes Hubner
- Miguel
- Washington
- Patrick M’Boma
- Bernard Tchoutang
- Nicolas Anelka
- Marcel Desailly
- Youri Djorkaeff
- Steve Marlet
- Hiroaki Morishima
- Hidetoshi Nakata
- Akinori Nishizawa
- Shinji Ono
- Yoo Sang-chul
- Víctor Ruiz